# Кызыленбек
Кызыленбек (каз. Қызылеңбек) — село в Майском районе Павлодарской области Казахстана. Входит в состав Казанского сельского округа. Код КАТО — 555643300.

## Население
В 1999 году население села составляло 412 человек (208 мужчин и 204 женщины). По данным переписи 2009 года, в селе проживали 332 человека (158 мужчин и 174 женщины).